# Неомодернизам
Неомодернизам је стил у архитектури на прелому 20. и 21. века који се надовезује на модернизам. Од њега преузима детаље и форме, а разликује се по друштвено-политичким и урбанистичким идејама. Развија се као реакција на раскош еклектичког постмодернизма и протест против популизма у архитектури. Неретко, неомодернистичка здања су само фасада објекта, што је у супротности са третирањем објекта као целине у модерној архитектури. У ширем смислу и деконструктивизам са подразумева под овим појмом. Објекти у овом стилу треба да извиру из савремености повезане са оптимизмом, конституисани на јасним принципима кубистичких елемената, понекад користећи занатске форме. 

### Изабрани представници
- Ингенховен, Овердик и партнери („Ingenhoven, Overdiek und Partner“)
- Жак Херцог и Пјер де Мерон (Jacques Herzog, Pierre de Meuron)
- Рем Колхас (Rem Koolhaas)
- Рихард Мејер (Richard Meier)